# Mitsubishi UFJ Financial Group

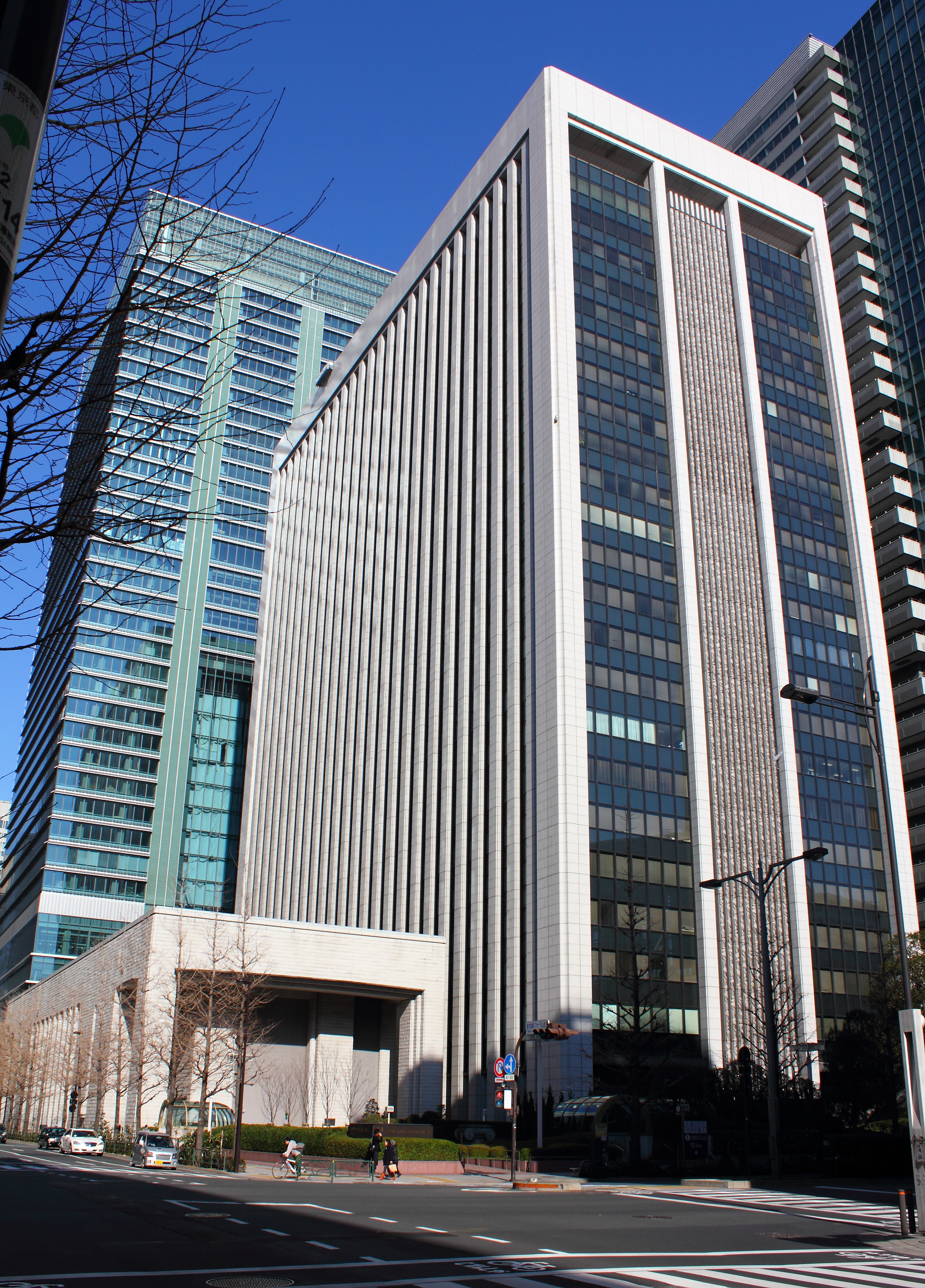
Sede da MUFG

Mitsubishi UFJ Financial Group é uma holding bancária japonesa sediada em Chiyoda, Tóquio, Japão.
A MUFG detém ativos em torno de US$ 2,5 trilhões (JPY 230 trilhões) a partir de março de 2013 e é uma das principais empresas do Grupo Mitsubishi. É o maior grupo financeiro do Japão e a segunda maior holding bancária do mundo, com cerca de US$ 1,8 trilhão (JPY 148 trilhões) em depósitos em março de 2011. O Mitsubishi UFJ Financial Group é a segunda maior empresa pública do país, quando medido pela capitalização de mercado.